# Karl Lagerfeld
Karl Lagerfeld, rodným jménem Karl Otto Lagerfeldt (10. září 1933 Hamburk, Německo – 19. února 2019 Neuilly-sur-Seine, Francie), byl jeden z nejuznávanějších a nejvlivnějších světových módních návrhářů druhé poloviny 20. století i prvních dvou desetiletí 21. století.

## Biografie

### Původ
Narodil se v roce 1933 v německém Hamburku jako jediný syn Otta a Elizabethy Lagerfeldtových. Jeho otec pocházel ze švédské rodiny působící v investičním bankovnictví, a vlastní jmění vydělal, když začal v Německu (odkud pocházela Lagerfeldtova matka) vyrábět kondenzované mléko značky Glücksklee.[zdroj⁠?!] Karl Otto se narodil deset let po jejich sňatku, když bylo Elizabeth 42 a Ottovi 60 let. Měl starší sestru Marthu Christianu "Christel" Lagerfeld provdanou Johnson (11. září 1931 Hamburk, Německo – 9. října 2015 Portland, Connecticut, Spojené státy americké). Z předchozího svazku otce měl Karl ještě jednu nevlastní sestru Theodoru Dorotheu "Theu" Lagerfeld (*1922). Podle zveřejněného rodného listu se narodil 10. září 1933, on sám však tvrdil, že se narodil až v roce 1938. Německé matriky nejsou veřejně přístupné, ale německý deník Bild am Sonntag zveřejnil rozhovory s jeho třídním učitelem a spolužáky, kteří potvrdili dřívější datum. Své původní příjmení Lagerfeldt (s „t“ na konci) si později změnil na Lagerfeld, protože to „znělo víc obchodně“.[zdroj⁠?!]

### Módní tvůrce
Proslavil se jako nezávislý tvůrce, avšak spolupracoval s mnoha módními značkami, včetně Chloé, římské Fendi a Chanelu. Na počátku 80. let vytvořil vlastní značku Lagerfeld, která se zaměřila na produkci parfémů a kolekčního oblečení. Významnou roli sehrála i jeho spolupráce se známými umělci, přitom on sám byl velmi nadaný kreslíř.
V roce 1953 přesídlil se svou matkou do Paříže. V roce 1955, když mu bylo 22 let, si výhrou v soutěži o nejlepší návrh kabátu vysloužil práci u Pierra Balmaina. Soutěže se tehdy účastnil i Yves Saint-Laurent, který si odnesl první cenu v kategorii šatů. „Yves tehdy pracoval pro Diora. Ostatní mladí lidé, které jsem znal, pracovali pro Balenciagu a mysleli si o něm, že je to bůh, ale na mě žádný velký dojem neudělal,“ vzpomínal Lagerfeld v roce 1976.
Po třech letech se přesunul k Jeanu Patouovi. „Tam mě to po nějaké době taky přestalo bavit, tak jsem odešel a zkusil zase studovat, ale nebylo to ono, takže jsem následující dva roky strávil hlavně na plážích – myslím, že jsem tam studoval život.“ S pomocí peněz, které mu poskytla jeho majetná rodina, si zařídil malý obchod v Paříži. V té době často chodil k Madame Zereakian, turecké věštkyni Christiana Diora. Lagerfeld později řekl: „Předpověděla mi, že uspěju ve světě módy a parfémů.“

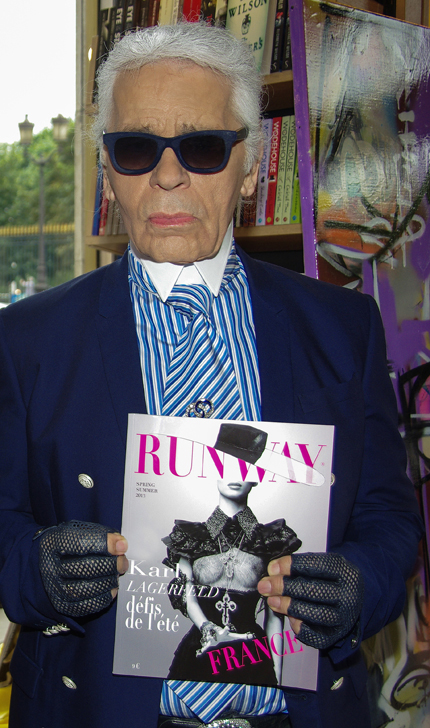
Karl Lagerfeld (2013)

V roce 1982 začal pracovat jako hlavní návrhář módní firmy Chanel a tuto činnost vykonával až do své smrti. Neztrácel však nic na své kontroverznosti. Na začátku 90. let 20. století oslovil několik striptérek a bývalou italskou hvězdu filmů pro dospělé, Moanu Pozzi, aby se jako modelky zúčastnily přehlídky jeho černobílé kolekce, což zapříčinilo, že Anna Wintourová, americká šéfredaktorka časopisu Vogue, během této přehlídky vstala a odešla. Lagerfeld vytvořil také několik legendárních módních kousků, jako např. jeho „sprchové šaty“ s motivem tryskající vody vyšitým z korálků, netradiční vyjížďkové šaty a samozřejmě množství výjimečně výstředních klobouků. Na módní akci v Lincolnově Centru v New Yorku se v roce 2001 stal spolu s Calvinem Kleinem terčem dortového útoku členů organizace pro ochranu zvířat PETA, protestujícím proti nošení pravých kožichů.
V roce 2004 navrhl některé modely pro celosvětovou koncertní šňůru Madonny, podobně pak spolupracoval i na modelech pro koncertní tour Showgirls australské zpěvačky Kylie Minogue. Téhož roku vytvořil dámské i pánské modely pro švédskou oděvní společnost H & M Hennes & Mauritz AB. Tato limitovaná série byla ve vybraných obchodech uvedena do prodeje 12. listopadu 2004 a za pouhé dva dny musela firma H&M oznámit, že téměř všechno toto zboží bylo vyprodáno.
Je znám také jako fotograf. Nafotografoval sérii aktů jihoafrického modela Davida Millera, vydanou pod názvem Visionaire 23: The Emperor's New Clothes.
| „                | Na fotkách mám rád to, že zachytí okamžik, který je navždy pryč, který se nedá zopakovat. | “ |
| — Karl Lagerfeld |                                                                                           |   |

V roce 2005 se Lagerfeld stal hlavní postavou reality show Signé Chanel, která dokumentovala proces vytváření podzimní a zimní dámské kolekce značky Chanel. Show byla odvysílána na kanálu Sundance ve Spojených státech amerických během podzimu 2006. Dne 18. prosince 2006 pak ohlásil novou kolekci pro muže i ženy, kterou nazval K Karl Lagerfeld. Kolekce obsahovala trička různých velikostí a široký výběr džínů.
S Lagerfeldem spolupracovala celá řada známých modelek. Objevil německou topmodelku Claudiu Schiffer. Další slavná modelka, která předváděla jeho šaty, byla Američanka Cindy Crawford. Kromě těchto dvou velmi známých postav pracovaly pro něj také Dánka Freja Beha Erichsenová, Francouzka Inès de la Fressange, Nizozemky Lara Stone a Saskia de Brauw a Polka Anja Rubik.

### Soukromý život
Lagerfeld měl po dobu 18 let milostný vztah s francouzským šlechticem, „lvem salónů“, krasavcem a modelem Jacquesem de Bascher (1951–1989), tvrdil však, že to nikdy nebyl vztah sexuální. „Toho chlapce jsem nekonečně miloval, ale nikdy jsem s ním neměl fyzický kontakt“, prohlásil Lagerfeld. Jacques de Bascher však měl poměr s jiným slavným módním návrhářem, Yvesem Saint-Laurentem. De Bascher zemřel na AIDS v roce 1989, přičemž Lagerfeld setrvával v posledním stádiu nemoci u jeho lůžka v nemocničním pokoji.
Se svým soukromým majetkem odhadovaným v roce 2013 na 350 milionů eur byl Lagerfeld veden mezi 500 nejbohatšími Němci.
Po dlouhá léta byl Lagerfeld velmi úzce spřátelen s princeznou Carolinou Monackou.
Jeho miláčkem v posledních letech života byla kočka Choupette z plemene birma, narozená 18. srpna 2011, která je bílá s modrýma očima a váží asi 3,5 kg. Lagerfeld porovnával její oči se safírem. Jejím původním majitelem byl s ním spřátelený model Baptiste Giabiconi, který ji Lagerfeldovi zapůjčil po dobu svého pobytu mimo Francii. Módní tvůrce si však Choupette (jméno znamená „sladká“) natolik oblíbil, že mu ji Giabiconi nakonec přenechal. Choupette má Lagerfeldem autorizovaný vlastní účet na Twitteru a byla v červenci 2013 vyobrazena společně s modelkou Lindou Evangelista na titulní stránce německého vydání módního časopisu Vogue. I po Lagerfeldově smrti je Choupette materiálně velmi dobře zajištěna a má dva zaměstnance, kteří se o ni starají.

### Úmrtí
Dne 18. února 2019 byl Karl Lagerfeld hospitalizován v Americké nemocnici na pařížském předměstí Neuilly-sur-Seine a následujícího dne ráno v 85 letech věku zemřel. Příčinou jeho smrti byla rakovina slinivky břišní.

## Vztah ke knihám a k hudbě
Lagerfeld byl znám svou láskou ke knihám a svou vzdělaností. Vlastnil 300 000 knih, které byly rozděleny na sedm jeho sídel. O každé knize věděl, kde ji má.
Celou svou kolekci 60 000 hudebních CD nechal převést na přehrávače iPod. V prosinci 2004 vlastnil zhruba 70 těchto přehrávačů, rozmístěných v jeho rezidencích po celém světě. Byl autorem hudebního výběru s názvem Karl Lagerfeld : Les Musiques que j'aime (Karl Lagerfeld: hudba, kterou miluji).

## Dieta
Stal se známým také svojí neuvěřitelnou změnou tělesné hmotnosti – během 13 měsíců shodil 42 kilogramů. „Prostě jsem se najednou chtěl oblékat jinak, chtěl jsem nosit věci od Hedi Slimane,“ řekl. „Ale tyhle střihy, předváděné velmi, velmi hubenými mladými modely a ne muži mého věku, mě donutily shodit 40 kilogramů. Trvalo mi to přesně třináct měsíců.“ Dietu Lagerfeldovi přesně na tělo vytvořil Dr. Jean-Claude Houdret. Z jejich spolupráce pak vzešla kniha The Karl Lagerfeld Diet.

## Zajímavosti
- Jeho původní příjmení bylo Lagerfeldt (s „t“ na konci), později si ho ale změnil na Lagerfeld, protože to „znělo víc obchodně“.
- Jméno Lagerfeld je v anglicky mluvících zemích někdy zaměňováno s názvem pro proces výroby piva („lager“ znamená v angličtině „ležák“).
- Oblíbil si Chana Marshalla a zpěvačku Cat Power, kteří se zúčastnili několika evropských přehlídek Chanelu.
- Carolina Herrera jej označila jako příslušníka módního průmyslu, který byl „nejvíc k zulíbání“.
- Dle portálu YouTube hovořil doložitelně perfektně německy, francouzsky a anglicky.

## Citáty
- „Americká auta už se téměř neprodávají proto, že designéři zapomněli, jak se navrhuje americký sen. Co na tom, jestli si koupíte auto dnes nebo za půl roku – auta už nejsou krásná. A proto má americký automobilový průmysl takové problémy – žádný design, žádná touha.“ (Karl Lagerfeld pro Vanity Fair, únor 1992)
- „Pro módu je zajímavá jen minuta a budoucnost – existují, aby mohly být zničeny. Kdyby všichni dělali všechno s úctou, nikam bychom se nedostali.“
- „Nemám rád standardizovanou krásu – bez zvláštností žádná krása není.“
- „iPod zcela změnil způsob, jakým lidé přistupují k hudbě.“
- „Držení diety je jediná hra, kterou vyhrajete, když o něco přijdete.“
- „Lidé, kteří říkají, že včerejšek byl lepší než dnešek, naprosto znehodnocují svou vlastní existenci.“
- „Člověk nemůže – ani s odstupem několika desetiletí – zabít miliony Židů a pak přivést miliony jejich nejhorších nepřátel na jejich místo.“

## Ocenění
- Cena za kulturu Německé fotografické společnosti v roce 1996